# Allorhogas rugosus
Allorhogas rugosus är en stekelart som beskrevs av Marsh 2002. Allorhogas rugosus ingår i släktet Allorhogas och familjen bracksteklar. Inga underarter finns listade i Catalogue of Life.